# 서양 18세기의 교육
본 문서는 서양 18세기의 교육에 관한 것이다.

## 절대주의 사회의 교육
절대주의 사회(絶對主義社會)는 봉건사회에서 근대 시민사회로 이행하는 과도기인 17세기-18세기에 나타났다. 이 시기는 봉건국가의 최종단계인 동시에 자본주의 사회의 맹아(萌芽)단계였다. 즉 봉건세력과 부르주아세력이 상호균형적으로 정치·경제에 참여했던 반(半)봉건적·반부르주아적인 이중성격을 지닌 사회였다.  절대주의 사회의 교육은 절대주의 체제를 유지 및 강화하기 위하여 중요시되고, 국가적인 학교체계를 목표로 한다. 그렇게 하기 위하여 교회가 갖고 있던 교육의 주도권을 국가에 이관하기 위해 교육권 투쟁도 전개되었다. 교육의 국가로의 이관에 따라서 교육내용도 전통적인 고전 중심·인문 중심·종교 중심에서 점차 세속화되었으며, 교육제도도 근대적으로 개편되었다.  초기 절대주의 사회의 학교제도는 절대군주제의 근간인 귀족자제의 교육이 중심이었고, 서민교육이나 민중교육은 안중에도 두지 않았다. 중앙집권제도의 정비와 상비군의 강화에 의한 영토 확대정책의 추진에 따라 지적 수준이 높고 교양 있는 고급 승직자·관료·장교를 양성하기 위한 정비가 시작되었다.  그러나 일반 민중의 교육적 요구가 증대함에 따라서 점차 민중교육 기관도 정비되어, 근대적인 공교육제도(公敎育制度)와 초등 의무교육제도가 생겨 났다. 여기에 특권귀족의 교육기관으로 중등·대학과 민중교육기관으로 초등학교의 복선형적(複線型的)인 교육제도가 나타났으며, 이 복선형적인 교육제도는 유럽 교육제도의 전통이 된 것이다.
절대주의 사회의 교육을 요약하면 다음과 같다.
첫째, 교육의 종주권이 교회로부터 국가에 이관되어, 중세 이래 교회만의 전유물이었던 교육제도는 세속정부가 전담하는 사항이 되었고,
둘째, 학교제도에서는 관료와 상비군의 간부 양성을 위한 중등교육 학교제도가 정비되고, 민중의 자제를 위한 초등교육제도는 제2차적인 것으로 배려되었다. 따라서 그 형태는 전형적인 복선형이었다.
셋째, 교육목적은 부국강병과 충성심많고 선량한 신민(臣民)의 양성에 있었으며,
넷째, 교육내용은 왕권에 대한 충성심과 기능·실과·수학 및 근대어 등의 실학적인 것이었다.

## 계몽사조와 교육
전통의 속박에서 벗어나 자유로운 지식을 보급시키고, 사회를 무지한 상태로부터 탈피시키려 했던 합리주의적인 유럽사상을 계몽사상 또는 계몽사조(啓蒙思潮)라고 부른다. 이 사조는 18세기의 유럽을 지배한 사상으로, 자유롭게 자각된 개인과 지성존중의 정신을 전제조건으로 했고, 지식의 근원을 "책에서가 아니라 자연에서, 전통에서가 아니라 경험을 통해서, 고전에서가 아니라 관찰과 실험을 통해서 구해야 한다"라고 주장한 베이컨에서 발단, 로크에 의해 배양되어 유럽 각국에 퍼져, 18세기에 절정을 이루었던 광범한 사상적인 운동이며 사회운동이었다.  인간의 어리석음을 깨우치는 것을 본분으로 한 계몽운동은 그 자체가 하나의 교육운동이었다. 계몽사상가들은 인간은 교육에 의해서 개명(開明)될 수 있고, 개명된 자태에 따라 오래된 폐단을 타파하고 사회를 밝게 하는 동시에 보다 합리적인 사회로 진보시킬 수 있다고 믿었다. 교육의 가능성과 교육에 의한 사회개조 및 역사적 진보의 가능성을 확신한 계몽사상가들은 사회개조나 역사적 진전의 근원은 인간의 이성을 발달시키는 데 있다고 굳게 믿었다.  계몽사상의 교육목적은 추리능력을 길러서 이성의 자유를 속박하는 종교·정치·사회의 모든 권력적 구속을 제거하는 것이었다. 즉 인간이 자기 스스로 생각하고, 모든 사물을 그들 자신의 이성의 힘으로 판단할 수 있도록 하는 데 목적을 두었으며, 궁극적 목적은 모든 속박으로부터 인간의 이성을 해방시키는 데 있었다.  이러한 목적을 달성하기 위한 교육내용은 합리적인 것만으로 구성하여 철학이 가장 가치있는 학과목으로 인정되었다. 즉 철학·과학·정치·경제·미술·문학·사교상의 예법 등을 중요한 교육내용으로 하는 대신에 종교나 실제생활상의 현실은 채택하지 않았다.  교육방법은 냉정하고 비판적·분석적인 태도만이 용납되었다. 그들의 교육방법 면에서 주요한 특징은 냉정한 추리력과 지성을 인간생활과 제도의 모든 부문에 적용하고 그 시련을 이겨내지 못하는 것은 모두 부정하려는 데 있었다. 그러므로 그들은 이지적인 면에만 특별한 관심을 갖고 감정적인 면은 모두 무시하였다.

### 존 로크의 교육사상
영국의 경험주의 철학자인 존 로크(John Locke, 1632년-1704년)는 교육에 있어서도 탁월한 견해를 갖고 있었다. 그의 교육사상은 <교육론(Some Thoughts Concerning Education)>(1693년) 속에 포함되어 있는데, 그 내용은 체육론·덕육론(德育論)·지육론(智育論) 등으로 되어 있다. 그는 신사의 양성을 교육목적으로 보고, 신사가 구비해야 할 기본적인 요소는 신체적·도덕적·지적인 면을 모두 갖추는 것이라고 하여 체·덕·지의 교육론을 폈다.  로크는 '건전한 신체에 건전한 정신'이라는 표어 밑에 단련주의에 입각한 체육론을 제시하고, 건전한 신체를 기르기 위한 여러 가지 유의사항을 나열하였다. 덕육론에 있어서 그는 덕육의 목적을 자신의 욕망을 억제하고 이성에 따라 행동하도록 하는 데 두었다.  한편 지육론에 있어서는 서적에 의한 학습을 거부하고 주지주의에 대하여 경멸하는 태도를 보였다. 왜냐하면 학식이 풍부한 사람이라도 덕이 없으면 사회적으로 존경을 받지 못하기 때문이다. 따라서 로크에게 있어서 지육의 목적은 신사에게 필요한 교양의 일부 요소로서, 오직 덕을 높이는 수단으로서의 지식을 체득하는 것이었다.  그의 교육사상은 일면으로는 실학주의 사상에 입각한 실용적인 전인교육(全人敎育)을 주장한 것이며, 한편으로는 이성만능의 합리주의와 경험론에 의한 형식도야설(形式陶冶說)을 주장한 것이다. 그는 종래의 암기식·주지주의적 교육을 지양하고, 체육을 가장 우위에 두었으며, 덕육의 함양을 위한 훈육 중시의 교육을 강조하였다. 로크의 교육사상은 영국 신사교육의 이상이었으며, 또한 귀족교육의 토대가 되었다.

## 자연주의 교육
18세기에 전개된 자연주의(自然主義) 교육사상은 현대교육의 특징인 심리학적·과학적·사회학적 경향이 기저가 되는 학설로서, 다른 어떤 교육운동보다도 인간교육의 실제적 정신, 목적, 성격에 많은 영향을 끼쳤다.  자연주의는 첫째로, 감각적 실학주의의 계승임과 동시에 19세기 심리적 계발주의의 선구가 되었다. 이는 한마디로 자연에 일치하는 교육, 즉 교육과정에 대한 자연법칙의 발견·형성·응용을 기본으로 한 것이다.  자연에 일치하는 교육을 한다는 것은 인간의 발달을 자연법칙에 합치하도록 하는 교육을 뜻하는 것으로, 개인을 교육하는 방법을 알려면 그 개인적 성장에 대한 이해가 필수요인이 되고, 또 교육목적이나 교육과정은 피교육자의 신체적 성장의 성질을 연구하여 그에 합치시켜야 한다는 것이다.  둘째, "자연으로 돌아가라"고 한 루소의 주장이 의미하듯 인위적인 모든 것을 부정하고 자연적인 것으로 돌아가는 교육을 주창한다. 그리하여 자연주의는 아동에 대한 인위적인 훈련을 공격하고, 아동의 자연스러운 자발성을 억압하고 아동을 인형처럼 다루는 모든 인위적인 것을 비난하였다. 뿐만 아니라 아동을 보모나 가정교사에게 맡기는 당시의 풍조에 대해서 통탄하고, 단순한 농가생활과 자연스러운 아동의 양육으로 돌아가라고 하였다.  자연주의는 인간의 선량한 천성과 덕성을 잘 보전하고, 본래의 개인의 권리를 인정하는 사회형성을 목표로 하여, 모든 사람이 자연적·기본적 미덕인 평등·우애·소박·자유를 누릴 수 있는 사회를 건설하는 것을 교육의 궁극적인 목적으로 삼았다. 또 자연주의 교육은 방임과 불간섭으로 해야 한다고 하여 인위적인 사회의 모든 죄악을 방어할 아동의 선량한 천성이 자유롭게 발전할 수 있게 함을 목적으로 하였다. 그들이 주장하는 교육은 생활을 위한 준비가 아니라 생활 그 자체이며, 외부에서의 강제가 아니라 자연적 발달인 성장의 과정이므로 교육의 궁극목표는 개인의 천부적인 권리가 보전되고 자연의 상태를 유지하는 데 있다고 했다. 자연주의 교육의 대표자는 루소·바제도·잘츠만 등이다.

### 루소의 교육사상
자연주의 교육사상의 대표자인 루소(J. J. Rousseau, 1712년-1778년)의 교육관은 <에밀(Emile)>(1762년)에 잘 표현되어 있다. 그는 인간을 교육하는 주체로 자연, 인간, 사물의 3자를 들어, 사람의 능력을 내부로부터 발전시키는 것은 자연의 교육이고, 이 교육을 어떻게 이용할 것인가를 가르치는 것은 인간의 교육이며, 우리가 접촉하는 주위의 사물에 대한 경험을 얻는 것은 사물의 교육이라고 보았다. 그리고 이 세 가지의 교육이 서로 모순될 때에 그릇된 인간이 형성되고, 조화를 이루고 동일한 목적에 집중될 때에 사람은 비로소 완전한 교육을 받게 된다고 보았다.  루소는 교육을 소극적인 것으로만 보아, 교육이 적극적으로 사람의 발육에 간섭하는 것은 부당하다고 했다. 그가 말한 소극적 교육은 자연성의 내적 발전을 방해하는 모든 것을 저지하고, 인위적인 영향을 가하는 것을 피하는 교육을 뜻한다. 그러므로 교육은 도덕이나 진리를 가르쳐 주는 것이 아니라, 어린이의 마음이 악이나 옳지 못한 정신에 침해되지 않도록 보호해 주는 것이어야 한다고 말하고 있다.  루소의 자연주의 교육은 교육방법상 중요한 계기를 이루었다. 즉 그는 자연적인 교육방법을 강조했다. 어린이들에게 그들의 생리상 필요한 모든 것을 충족시켜 주는 반면, 모든 간섭을 자제할 것이며, 운동을 자유롭게 시키고, 자발적으로 활동하도록 하는 교육이 필요하다고 생각했다.
루소가 주장한 교육관의 중요한 원리를 요약하면 다음과 같다.
1. 교육의 목적은 도덕적 자유, 즉 자유와 규율, 의지의 독립성과 사회정의를 양립시킬 수 있는 인간을 형성하는 데 있다.
2. 교육은 기존문화재의 전달에 의해 미래의 생활을 준비하는 것이 아니라, 그때그때의 생활 실천을 통해서 인생의 선과 악에 가장 잘 견딜 수 있는 인간을 형성해야 한다.
3. 교육내용의 선택도 지식의 체계에 대신하여 생활의 원리가 중시된다. 즉 수공적(手工的) 작업이 중시되고, 생산활동의 교육적 의의에 대한 올바른 이해가 촉구된다.
4. 어린이의 성장·발달의 각 단계는 각기 고유한 중요성을 지니고 있기 때문에, 교육방법은 그 고유한 성격에 맞추어 결정되어야 한다.

루소의 교육사상이 근세 교육사상에 끼친 영향은 크며, 특히 교육방법에 있어서의 아동 중심·개성존중·생활중심·활동중심 등은 교육의 방법과 개혁에 커다란 진보적 변화를 주었다. 그리하여 루소의 교육사상에 공명한 사람도 많았고 그의 교육이상을 실천하려는 이도 많았는데, 특히 독일에서 루소의 교육이상을 실현하기 위하여 일어난 교육개혁운동을 범애학파(汎愛學派)라 하며, 그 주요 대표자로는 바제도와 잘츠만이 있다.

## 바제도의 교육사상
루소의 교육사상에 공명한 바제도(J. B. Basedow, 1724년-1790년)는 <에밀>을 읽고 감동해, 1774년 기금을 마련하여 범애학교(汎愛學校：Philanthropinum)를 창건해 자연주의 교육사상을 실천해 보았다. 그의 교육사상은 100여 개의 삽화를 넣은 <초등 교수서(初等敎授書)> 속에 잘 나타나 있고, 이 저서는 루소의 <에밀>과 더불어 자연주의 교육발전의 기초를 이루었다. 그는 국가의 행복은 시민의 덕성에 달려 있고, 시민의 덕성은 교육에 의해서 형성된다고 보았다. 그러므로 학교는 국가의 지도·감독하에 있어야 하며, 시민교육의 진흥은 유능한 교사에 의해 이루어지기 때문에 유능한 교사의 양성이 급선무이며, 교육개선의 제1조건은 좋은 교수서의 출판에 있다고 했다.   그의 교육목적은 아동으로 하여금 공익에 힘쓰게 하고 애국적이고 행복한 생활을 할 수 있게 준비시키는 데 있었다. 교육방법에 관한 생각은 로크, 루소와 통하는 점이 많았다.
또 훈육에 있어서는 자유를 존중하여 아동을 위협하지 말고 선량한 모범을 보이는 것이 가장 좋은 방법이라고 하였으며, 체육은 단련주의를 주장하였다. 특히 그는 교수방법으로서의 학습을 강제로 시켜서는 안 된다고 하여 다음과 같은 교수법상의 3법칙을 제시했다.
① 많이 가르치지 말고 유쾌하게 배우도록 할 것,
② 많이 가르치지 말고 초보적인 학습에서 적당한 순서로 배우도록 할 것,
③ 많이 가르치지 말고 참으로 유익한 지식만을 가르칠 것.

## 잘츠만의 교육사상
바제도의 범애학교 교사였던 잘츠만(C. G. Salzmann, 1744년-1811년)은 <게[蟹]에 관한 소서(小書)>(1780년)와 <개미의 소서(小書)>(1806년)라는 저서를 통하여 범애파 교육사상가로서의 면모를 드러내고 있으며, 학교를 창설하여 범애파적 교육을 실시하기도 하였다. 잘츠만은 범애파의 다른 교육가와 마찬가지로 교수의 출발점을 실물의 관찰에 두었다. 그리하여 사물과 언어와의 학습을 병행시켜야 한다고 했다. 또 야외나 공장 및 현장에 가서 그것을 관찰시키도록 하고 여행할 것을 권했다.  잘츠만은 교육의 효과는 교육자에게 달려 있다고 생각하여 교사의 양성방법에 관해서 언급했고, 인간 그 자체를 고상하게 할 수 있는 것은 오직 교육뿐이라고 하였다.  그는 교육이란 어린이의 활력의 발전 및 연습이라고 하고, 자연의 순서에 따라 행해지는 것이 최상의 방법이라고 했다. 또 정신의 발전은 체력이 그 기초를 이루는 것이므로 먼저 어린이의 체육에 중점을 두고 신체의 발달에 힘쓰며, 그 뒤에 감각·기억·상상 및 사고 등의 심적 활동을 시켜야 한다고 주장했다.
그가 경영한 범애학교의 교사가 지켜야 할 원칙은 다음과 같다.
① 건강할 것,
② 언제나 쾌활할 것,
③ 아동과 화목하게 사귀는 것을 배울 것,
④ 아동에 관한 사항에 따르는 것을 배울 것,
⑤ 자연 생산물에 대한 명료한 지식을 얻는 데 노력할 것,
⑥ 근면이 일의 성취를 가져온다는 것을 배울 것,
⑦ 손의 사용을 배울 것,
⑧ 시간을 절약하는 습성을 기를 것,
⑨ 건강한 아동을 가진 가정이나 교육기관과 관계할 것,
⑩ 아동으로 하여금 자기의 의무를 확신하게 하는 기능을 갖도록 노력할 것,
⑪ 아동에게 행하도록 할 것은 먼저 스스로 행할 것 등이다.

## 같이 보기
- 서양 근대의 교육
  - 서양 17세기의 교육
  - 서양 19세기의 교육